# 乔治·马尼亚克

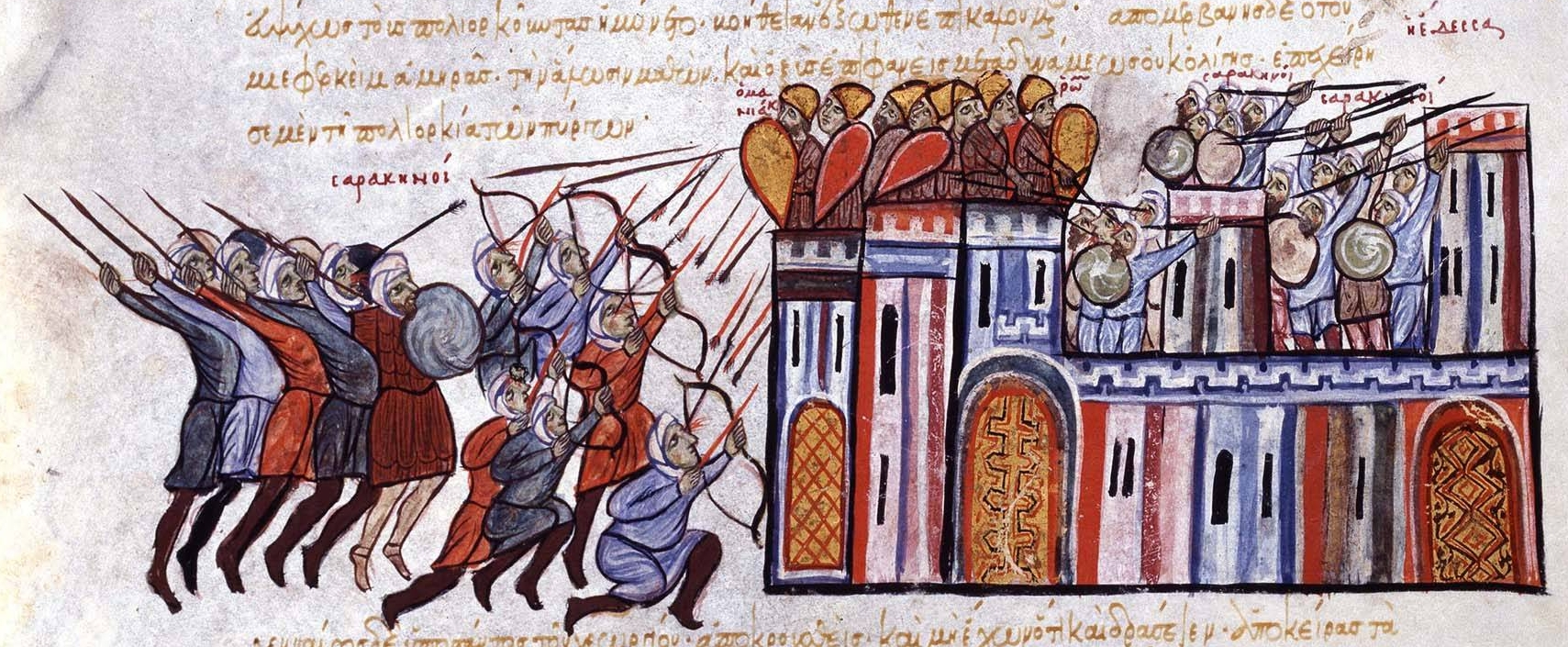
馬尼亞克征服美索不達米亞埃德萨（現在的尚勒烏爾法）

喬治·馬尼亞克（[Γεώργιος Μανιάκης] 错误：{{Langx}}：拉丁字母轉寫第 37 個字元「或」不是拉丁字母。（帮助），—1043年），東羅馬名將，1042年的意大利督軍，曾多次重創入侵東羅馬的法蒂瑪王朝以及諾曼人，但因此引起君士坦丁九世的猜忌，隨後發動兵變，但兵敗身亡。
在1030年至1031年的战役中首次成名，当时拜占庭帝国在阿勒颇被击败，但后来从阿拉伯人手中夺取了埃德萨。